# Іштван Месарош (футболіст)
Іштван Месарош (угор. Mészáros István, нар. 4 лютого 1899, Сомбатгей — пом. 28 серпня 1944, Унгвар) — угорський футболіст, що грав на позиції нападника. Відомий виступами, зокрема, за клуб «Уйпешт», а також національну збірну Угорщини. 

## Кар'єра гравця
Значну частину своєї кар'єри провів у клубі «Шабарія». В першій половині 20-х років клуб виступав у західній лізі. Угорська першість була поділена регіональні ліги. Особняком стояв чемпіонат Будапешту і його околиць, де виступали найсильніші команди країни і найкращі гравці. Переможці ж регіональних ліг, по завершенні регулярного сезону, за олімпійською системою визначали найкращого, а вже переможець цього турніру міг зіграти з переможцем Будапешту за звання чемпіона всієї Угорщини.
«Шабарія» з Месарошем у складі двічі ставала переможцем фінального плей-офф. В 1923 році команда обіграла «Діошдьйор-Вашдярі» (3:1), «Дебрецен» (2:1) і «Кечкеметі» (7:0). У національному фіналі «Шабарія»  поступилась лідеру тогочасного угорського футболу – МТК  – 0:2.  Через рік у 1924 році клуб переміг «Вац» (6:0) і «Діошдьйор-Вашдярі» (1:0). Зустріч у фіналі з тим-таки МТК принесла нічию 1:1 і поразку 0:3 у переграванні. 
З введенням професіоналізму в 1926 році «Шабарія» потрапила до 1 угорського дивізіону. В сезонах 1926-27 і 1927-28 команда посідала четверте місце – найвище в історії клубу. В цей же час Месарош викликався до складу збірної Угорщини, за яку зіграв 3 матчі і забив 1 гол в 1926 – 1927 роках. 
В 1929 році був запрошений до складу клубу «Уйпешт». Стати твердим гравцем основи йому не вдалося, але футболіст встиг виграти з командою два престижних трофеї. Спочатку було здобуто Кубок Мітропи, турнір для найсильніших клубів центральної Європи. У фіналі 1929 року «Уйпешт» переграв чеську «Славію» (5:1 і 2:2). Месарош зіграв у трьох матчах турніру, в тому числі, у обох фінальних поєдинках. Також команда того сезону виграла Чемпіонат Угорщини, вперше в своїй історії. На рахунку Месароша 7 матчів і 2 голи в чемпіонаті. 

## Кар'єра тренера
Починав тренерську кар’єру у італійських клубах, після чого перебрався до Югославії в БСК. В сезоні 1939–40 тренував «Уйпешт», з яким став бронзовим призером першості. Через рік тріумфував з БСК  у Чемпіонаті Сербії. 
Помер у 1944 році в Ужгороді, що тоді носив назву Унгвар. 

## Досягнення
Як гравець:  
- Володар Кубка Мітропи: 1929
- Чемпіон Угорщини: 1929–30
- Фіналіст національного чемпіонату : 1923, 1924

Як тренер:  
- Чемпіон Сербії: 1940–41

| Дата       | Місто  | Господарі      | Результат | Гості    | Турнір           | Голи | Примітки |
| ---------- | ------ | -------------- | --------- | -------- | ---------------- | ---- | -------- |
| 19/09/1926 | Відень | Австрія        | 2 – 3     | Угорщина | товариський матч | -    |          |
| 24/04/1927 | Прага  | Чехословаччина | 4 – 1     | Угорщина | товариський матч | 1    |          |
| 25/09/1927 | Загреб | Югославія      | 5 – 1     | Угорщина | товариський матч | -    |          |
| Усього     |        | Матчів         | 3         |          | Голів            | 1    |          |